# Brännetjärnet
Brännetjärnet är en sjö i Dals-Eds kommun i Dalsland och ingår i Göta älvs huvudavrinningsområde. Sjön har en area på 0,15 kvadratkilometer och ligger 118,5 meter över havet.

## Delavrinningsområde
Brännetjärnet ingår i det delavrinningsområde (654326-128400) som SMHI kallar för Mynnar i Vångsjön. Medelhöjden är 146 meter över havet och ytan är 6,06 kvadratkilometer. Det finns ett avrinningsområde uppströms, och räknas det in blir den ackumulerade arean 6,45 kvadratkilometer. Vattendraget som avvattnar avrinningsområdet har biflödesordning 4, vilket innebär att vattnet flödar genom totalt 4 vattendrag innan det når havet efter 216 kilometer. Avrinningsområdet består mestadels av skog (83 procent). Avrinningsområdet har 0,15 kvadratkilometer vattenytor vilket ger det en sjöprocent på 2,5 procent.